# USS Wasp (CV-7)
USS Wasp (CV-7) var ett amerikanskt hangarfartyg som togs i bruk 1940 och sänktes i strid 1942. Hon var det åttonde fartyget med namnet USS Wasp och det enda fartyget i en klass som byggdes för att utnyttja det återstående tonnage som USA hade rätt till för hangarfartyg enligt internationella avtal. Som en mindre version av Yorktown-klassens hangarfartygsskrov var Wasp mer sårbar än andra amerikanska hangarfartyg som fanns tillgängliga när kriget inleddes. Wasp användes inledningsvis i Atlanten, där tyska flottstyrkor uppfattades som mindre kapabla att tillfoga avgörande skador. Efter att ha stött ockupationen av Island 1941 anslöt Wasp sig till den brittiska hemmaflottan i april 1942 och transporterade två gånger brittiska jaktflygplan till Malta.
Wasp förflyttades sedan till Stilla havet i juni 1942 för att ersätta förlusterna i slagen vid Korallhavet och Midway. Efter att ha stöttat invasionen av Guadalcanal träffades Wasp av tre torpeder från den japanska ubåten I-19 den 15 september 1942. De skador som uppstod utlöste flera explosioner, förstörde hennes vattenmagasin och slog ut fartygets maskineri. Som ett resultat av detta kunde inte skadekontrollgrupperna begränsa de efterföljande bränderna, som blev okontrollerbara. Fartyget övergavs och sänktes av torpeder som avfyrades från jagaren USS Landsowne senare på kvällen. Hennes vrak hittades i början av 2019.

## Design
Konstruktionen av Wasp var ett resultat av Washingtonfördraget. Efter byggandet av hangarfartygen Yorktown och Enterprise hade USA fortfarande 15 000 ton "tillgängligt" för att bygga ytterligare ett hangarfartyg.
Flottan försökte pressa in en stor flyggrupp på ett fartyg med nästan 25% mindre deplacement än Yorktown-klassen. För att spara vikt och utrymme konstruerades Wasp med ett svagt maskineri (jämför Wasps maskineri på 75 000 shp (56 000 kW) med Yorktowns 120 000 shp (89 000 kW), Essex-klassens 150 000 shp (110 000 kW) och Independence-klassens 100 000 shp (75 000 kW)).
Dessutom sjösattes Wasp med nästan inget pansar, låg maxfart och, vilket är ännu viktigare, inget skydd mot torpeder. Avsaknaden av sidoskydd för pannorna och de interna tankarna för flygbränsle "dömde henne till en brinnande undergång". Detta var inneboende designfel som uppmärksammades vid konstruktionen, men som inte kunde åtgärdas inom ramen för det tillåtna tonnaget. Dessa fel, i kombination med en relativ brist på erfarenhet av skadekontroll i början av kriget, visade sig vara ödesdigra.
Wasp var det första hangarfartyget som utrustades med en däcksmonterad flygplanshiss. Hissen bestod av en plattform för flygplanets framhjul och en utskjutning för stjärthjulet. De två armarna på sidorna flyttade plattformen i en halvcirkel upp och ner mellan flygdäcket och hangardäcket.

## Konstruktion
Wasp kölsträcktes den 1 april 1936 på Fore River Shipyard i Quincy, Massachusetts. Hon sjösattes den 4 april 1939, sponsrades av Carolyn Edison (hustru till biträdande marinminister Charles Edison), och togs i bruk den 25 april 1940 på Army Quartermaster Base, South Boston, Massachusetts, med kommendör John W. Reeves, Jr. som fartygschef.

## Tjänstgöring

### 1940
Wasp stannade kvar i Boston i maj för att utrustas, innan hon lämnade hamnen den 5 juni 1940 för tester av sin utrustning för radiopejling. Efter ytterligare utrustning medan hangarfartyget låg för ankar i Bostons hamn, begav sig Wasp till Hampton Roads, Virginia, och ankrade där den 24 juni. Fyra dagar senare seglade hon till Västindien i sällskap med jagaren Morris.
Under resan genomförde hon det första av många tester. Wasp anlände till flottbasen i Guantanamobukten i tid för att "klä om skeppet" för att fira självständighetsdagen.
Wasp lämnade Guantánamobukten den 11 juli och återvände till Hampton Roads fyra dagar senare. Där tog hon ombord flygplan från 1st Marine Air Group för tester. Fartyget och flygplanen opererade utanför de södra övningsområdena och övade i en vecka innan marinsoldaterna och deras flygplan släpptes av i Norfolk och hangarfartyget flyttades norrut till Boston för reparationer.
Wasp lämnade Boston den 21 augusti för att genomföra tester av styrningen och maskineriet. Sent på morgonen följande dag seglade hon iväg till Norfolk, Virginia. Under de följande dagarna, medan jagaren Ellis fungerade som eskort, hämtade Wasp sina flygplan: jaktplan från sjunde jaktskvadronen och spaningsbombplan från 72:e spaningsskvadronen. Den 28 augusti tog sig hangarfartyget till Norfolk Navy Yard för reparation av sina turbiner - ändringar som gjorde att fartyget var kvar på varvet under den följande månaden. Wasp var i torrdocka från den 12 till den 18 september och genomförde sina sista sjötester i Hampton Roads den 26 september 1940.
Wasp var nu redo att ansluta sig till flottan och tilldelades 3:e hangarfartygsdivisionen, och flyttades till Naval Operating Base, Norfolk (NOB Norfolk) från Norfolk Navy Yard den 11 oktober. Där tog hon ombord 24 Curtiss P-40 jaktplan från arméns flygkår och nio North American O-47A spaningsflygplan, samt fartygets egna Grumman J2F Duck, samt reservflygplan den 12 oktober. Wasp fortsatte till sjöss för att få manöverutrymme och lät arméflygplanen flyga iväg i ett test som syftade till att jämföra startsträckorna för flygplan från flottan och armén. Detta experiment, som var första gången arméplan opererade från ett hangarfartyg, var en förebråelse av att fartyget skulle användas i den färjeroll som det utförde så väl under andra världskriget.

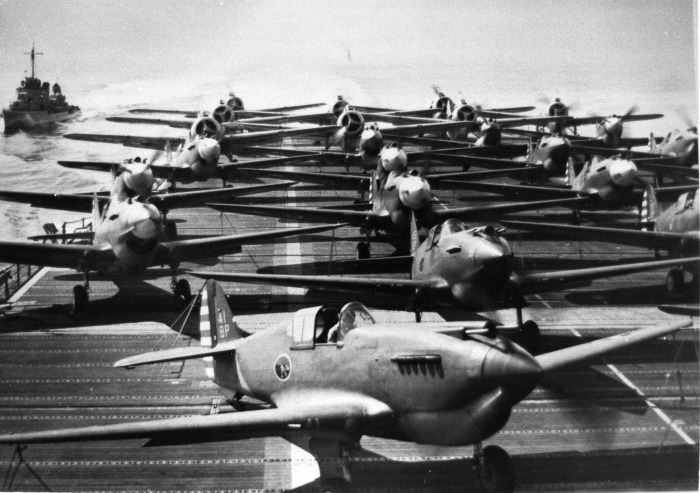
P-40B-jaktplan ombord Wasp i oktober 1940

Wasp fortsatte sedan mot Kuba tillsammans med jagarna Plunkett och Niblack. Under de följande fyra dagarna flög hangarfartygets piloter rutinmässiga övningsflygningar. Vid ankomsten till Guantanamo Bay sköt Wasps salutbatterier en salut med 13 kanoner till konteramiral Hayne Ellis, befälhavare för Atlantskvadronen, som var ombord på slagskeppet USS Texas den 19 oktober.
Under resten av oktober och början av november övade Wasp i området runt Guantánamobukten. Hennes flygplan flög flygningar för att kvalificera sig för flygplanstyper, medan hennes skyttar skärpte sina färdigheter genom att öva på strid på kort avstånd mot mål som bogserades av den nya bogserbåten Seminole.

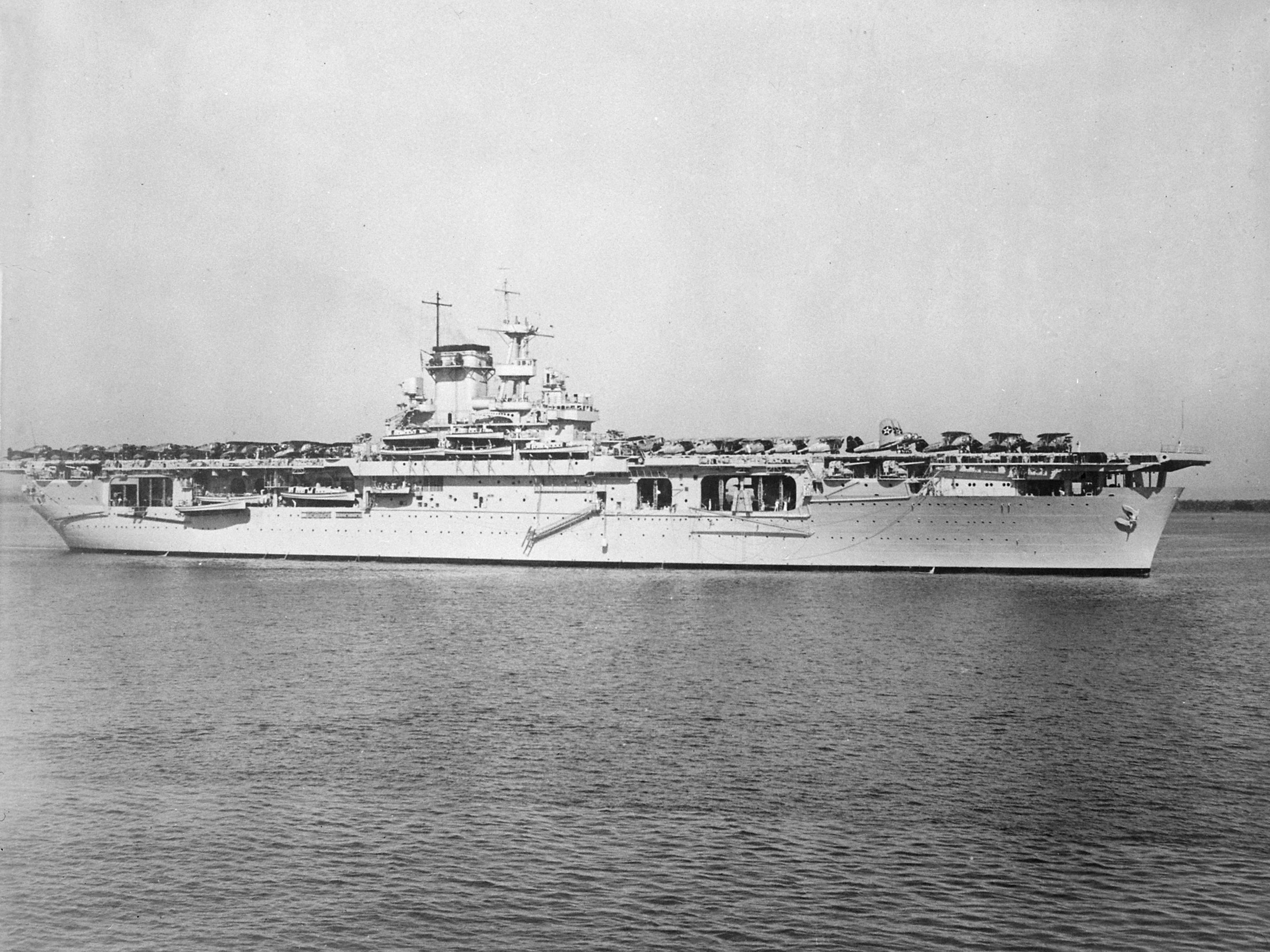
Wasp den 27 december 1940

Efter att ha avslutat sina övningar i Karibien seglade Wasp till Norfolk och anlände strax efter middagstid den 26 november. Hon stannade kvar på Norfolk Navy Yard till jul 1940. Sedan, efter att först ha genomfört tester med avmagnetisering med undersökningsfartyget Hannibal, seglade hon självständigt till Kuba.

### 1941
Wasp anlände till Guantánamo Bay den 27 januari 1941 och genomförde regelbundna flygoperationer i februari. Med jagaren Walke som eskort opererade Wasp från Guantanamo och Culebra och genomförde sina övningar tillsammans med en mängd krigsfartyg - slagskeppet Texas, hangarfartyget USS Ranger, de tunga kryssarna USS Tuscaloosa och USS Wichita samt en mängd jagare. Wasp genomförde skjutövningar och rutinmässiga flygövningar fram till mars. På väg mot Hampton Roads den 4 mars genomförde hangarfartyget en nattlig stridsövning fram till de tidiga morgontimmarna den 5 mars.
Den 8 mars kom Wasp fram till Norfolk Navy Yard för reparationer av sina turbiner. Wasp var också ett av 14 fartyg som fick den tidiga RCA CXAM-1 radarn. Efter att dessa reparationer och uppgraderingar var klara satte Wasp kurs mot Jungfruöarna den 22 mars och anlände till St Thomas tre dagar senare. Hon flyttades snart till Guantánamobukten där hon lastade förnödenheter för transport till Norfolk.
Wasp återvände till Norfolk den 30 mars och genomförde rutinflygningar från Hampton Roads under de följande dagarna. Tillsammans med jagaren Sampson genomförde hangarfartyget en misslyckad sökning efter ett försvunnet patrullflygplan i närheten den 8 april. Under resten av månaden opererade Wasp utanför USA:s östkust mellan Newport, Rhode Island, och Norfolk där hon genomförde omfattande flygoperationer och patruller med fartygets flyggrupp. Hon seglade till Bermuda i mitten av maj och ankrade vid Grassy Bay den 12 maj. Åtta dagar senare seglade fartyget iväg i sällskap med den tunga kryssaren USS Quincy och jagarna Livermore och Kearny för övningar innan det återvände till Grassy Bay den 3 juni. Wasp seglade till Norfolk tre dagar senare med jagaren Edison som eskort.
Efter en kort vistelse i området omkring Tidewater seglade Wasp tillbaka till Bermuda den 20 juni. Wasp och hennes eskorter patrullerade sträckan av Atlanten mellan Bermuda och Hampton Roads fram till den 5 juli, då Atlantflottans neutralitetspatrullzoner utvidgades österut. Hon nådde Grassy Bay samma dag och stannade i hamn en vecka innan hon återvände till Norfolk och seglade den 12 juli i sällskap med den tunga kryssaren Tuscaloosa och jagarna Grayson, Anderson och Rowan.

#### Ockupationen av Island
Efter att ha återvänt till Norfolk den 13 juli 1941 genomförde Wasp och hennes ombordvarande flyggrupp övningar utanför Virginia Capes. Under tiden hade situationen i Atlanten förändrats och det amerikanska deltagandet i slaget om Atlanten var bara en tidsfråga, när USA tog ytterligare ett steg mot att engagera sig på britternas sida. För att frigöra brittiska styrkor som behövdes på annat håll gjorde USA upp planer på att ockupera Island.
Sent på eftermiddagen den 23 juli, när hangarfartyget låg vid pir 7, NOB Norfolk, anmälde sig 32 piloter ombord "för tillfällig tjänstgöring". Klockan 06:30 följande dag lastades 30 P-40C och tre PT-17-skolflygplan från armens 8:e flyggrupp, hemmahörande på Mitchel Field, New York.
Fartyget hade fått i uppdrag att transportera dessa viktiga arméflygplan till Island eftersom det saknades brittiska flygplan för att skydda de amerikanska landstigningarna. De amerikanska P-40-flygplanen skulle ge jakteskorten som var nödvändigt för de första amerikanska ockupationsstyrkorna. Wasp tog sig ut till havs den 28 juli med jagarna O'Brien och Walke som eskorter. Den tunga kryssaren USS Vincennes anslöt sig senare till sjöss.
Inom några dagar anslöt sig Wasps grupp till den större 16:e insatsstyrkan - bestående av slagskeppet USS Mississippi, de tunga kryssarna Quincy och Wichita, fem jagare, stödfartyget Semmes, transportfartyget American Legion, förrådsfartyget Mizar och lastfartyget Almaack. Även dessa fartyg var på väg till Island med de första ockupationstrupperna ombord. På morgonen den 6 augusti avvek Wasp, Vincennes, Walke och O'Brien från styrkan. Strax därefter vände hangarfartyget mot vinden och började skicka iväg flygplanen. Medan P-40:orna och trion av skolflygplan flög vidare till Island, styrde Wasp hemåt mot Norfolk med sina tre eskorter. Efter ytterligare en vecka till sjöss anlände gruppen tillbaka till Norfolk den 14 augusti.

#### Neutralitetspatruller
Wasp gick ut till sjöss igen den 22 augusti för att genomföra flygövningar utanför Virginia Capes. Enligt rykten ombord på hangarfartyget skulle det segla ut för att söka efter den tyska tunga kryssaren Admiral Hipper, som enligt uppgift befann sig i västra Atlanten på jakt efter handelsfartyg. Misstankarna bekräftades för många den 30:e när det brittiska slagskeppet HMS Rodney siktades cirka 20 nautiska mil (37 km) bort, på samma kurs som amerikanerna.
Oavsett om de hade varit på jakt efter ett tyska fartyg eller inte, mötte fartyget inte Admiral Hipper. Wasp och hennes eskorter ankrade i Pariagolfen, Trinidad, den 2 september där hon förblev i hamn fram till den 6 september, då hon återupptog neutralitetspatrullerna. Vid den här tiden hade USA blivit mer och mer involverat i kriget; amerikanska krigsfartyg eskorterade nu brittiska handelsfartyg halvvägs över Atlanten.
När fartyget var till sjöss fick fartyget höra att en tysk ubåt utan framgång försökt attackera jagaren Greer. USA hade blivit mer och mer involverat i kriget; amerikanska krigsfartyg eskorterade nu brittiska handelsfartyg halvvägs över Atlanten.
Wasps besättning såg fram emot att återvända till Bermuda den 18 september, men den nya situationen i Atlanten innebar att planerna ändrades. Hangarfartyget flyttades till Newfoundland och anlände till Placentia Bay den 22 september. Uppehållet i hamnen var dock kort, eftersom fartyget återigen gav sig iväg sent den 23 september mot Island. I sällskap med Wichita, fyra jagare och stödfartyget Vulcan anlände Wasp till Hvalfjörður på Island den 28 september. Två dagar tidigare hade amiral Harold R. Stark, chefen för USA:s flotta, beordrat amerikanska krigsfartyg att göra sitt yttersta för att sänka alla tyska eller italienska krigsfartyg som de hittade.
Med tanke på den ökade aktiviteten i samband med den amerikanska flottans eskorter av konvojer, tog sig Wasp ut till sjöss den 6 oktober tillsammans med Vincennes och fyra jagare. Fartygen patrullerade i det dimmiga, kalla Nordatlanten tills de återvände till Little Placentia Bay, Newfoundland den 11 oktober och ankrade under en våldsam storm. Den 17 oktober gav sig Wasp iväg till Norfolk och anlände den 20 oktober. Fartyget seglade snart till Bermuda och genomförde övningsflygningar på vägen dit. Wasp ankrade i Grassy Bay den 1 november och genomförde patrulleringar från Bermuda under resten av månaden.
I oktober hade incidenterna mellan amerikanska och tyska krigsfartyg ökat. Jagaren Kearny torpederades den 17 oktober, Salinas den 28 oktober och i den mest tragiska händelsen under hösten torpederades och sänktes USS Reuben James med stor förlust av människoliv den 30 oktober. Samtidigt ökade spänningen mellan USA och Japan i Stilla havet snabbt.
Wasp lämnade Grassy Bay den 3 december och mötte upp med jagaren Wilson. Medan jagaren fungerade som eskort övade Wasps flyggrupp dag och natt. Dessutom genomförde de två fartygen skjutövningar innan de återvände till Grassy Bay två dagar senare, där hon låg för ankar den 7 december 1941 under den japanska attacken mot Pearl Harbor.

### Andra världskriget

#### I Atlanten

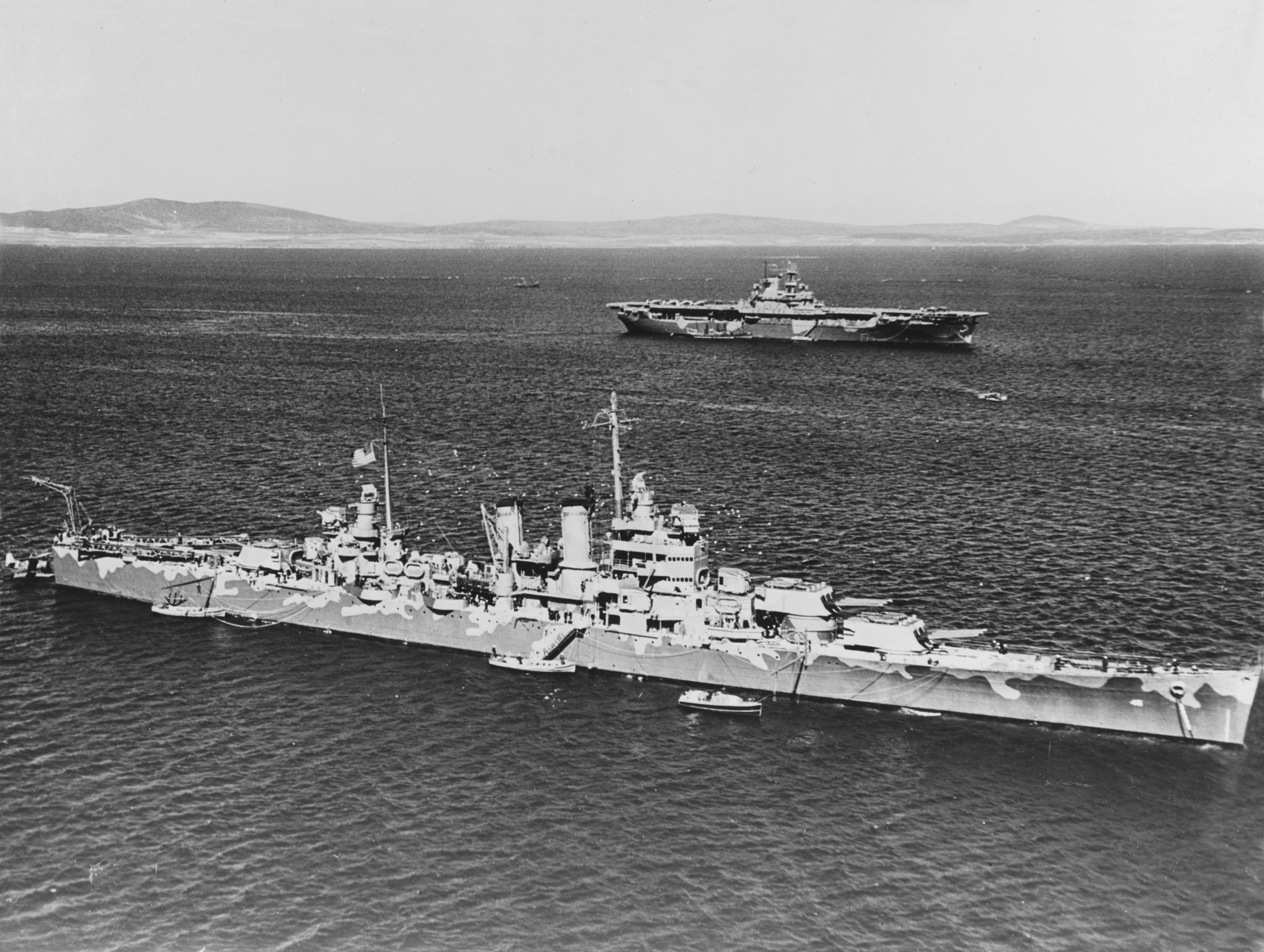
Wasp och den tunga kryssaren Wichita i Scapa Flow

Flottan kände stor oro för att franska krigsfartyg i Västindien skulle bryta sig ut och försöka ta sig tillbaka till Frankrike. Följaktligen lämnade Wasp, den lätta kryssaren Brooklyn och jagarna Sterett och Wilson Grassy Bay med kurs mot Martinique. Felaktiga underrättelser gav de amerikanska myndigheterna i Washington intrycket att den franska hjälpkryssaren Barfleur hade gått till sjöss. Fransmännen varnades följaktligen för att hjälpkryssaren skulle sänkas eller tas tillfånga om den inte återvände till hamnen och återupptog sin internering. Det visade sig att Barfleur inte hade gett sig av trots allt utan hade stannat kvar i hamnen. Den spända situationen på Martinique löstes så småningom upp och krisen avtog.
När spänningarna i Västindien hade minskat lämnade Wasp Grassy Bay och begav sig till Hampton Roads tre dagar före jul, tillsammans med eskorthangarfartyget Long Island och eskorterad av jagarna Stack och Sterett. Två dagar senare lade hangarfartyget till vid Norfolk Navy Yard för att påbörja en översyn som skulle pågå till 1942.
Efter att ha lämnat Norfolk den 14 januari 1942 färdades Wasp norrut och anlöpte flottbasen Argentia, Newfoundland. Den 16 mars, som en del av Task Group 22.6, återvände hon till Norfolk. Under morgonvakten nästa dag försämrades sikten avsevärt, och klockan 06:50 kolliderade Wasp med jagaren Stacks styrbordssida, skapade ett stort hål och orsakade översvämningar. Stack lossades och fortsatte till Philadelphia Navy Yard där skadorna reparerades.
Under tiden anlöpte Wasp Norfolk den 21:a utan ytterligare incidenter. Tre dagar senare flyttades hon till Casco Bay och seglade till de brittiska öarna den 26 mars 1942 med insatsstyrka 39 under befäl av konteramiral John W. Wilcox, Jr. ombord på slagskeppet Washington. Denna styrka skulle förstärka den brittiska hemmaflottan. Under resan sveptes konteramiral Wilcox överbord från slagskeppet på morgonen den 27 mars 1942 och drunknade. Trots att de hindrades av dåliga siktförhållanden deltog fyra SB2U Vindicators från Wasp i sökandet, och en av dem kraschade när den försökte återvända till fartyget.
Konteramiral Robert C. Giffen tog över befälet över styrkan. De amerikanska fartygen möttes den 3 april av en styrka ledd av den lätta kryssaren HMS Edinburgh. Dessa fartyg eskorterade dem till Scapa Flow på Orkneyöarna.
Medan majoriteten av insatsstyrkan anslöt sig till den brittiska hemmaflottan - och i samband med detta omnumrerades till styrka nummer 99 - för att skydda konvojer som var på väg till norra Ryssland, lämnade Wasp Scapa Flow den 9 april med för Greenock i Skottland. Följande dag seglade hangarfartyget uppför floden Clyde, förbi John Brown Clydebanks varvsanläggningar. Wasps förestående uppdrag var viktigt - ett uppdrag som skulle avgöra Maltas öde. Den viktiga ön bombades dagligen av tyska och italienska flygplan. Britterna begärde att få använda ett hangarfartyg för att transportera flygplan som skulle kunna baseras på ön. Wasp valdes för att delta i Operation Calendar, en av många Maltakonvojer.

##### Maltakonvojer

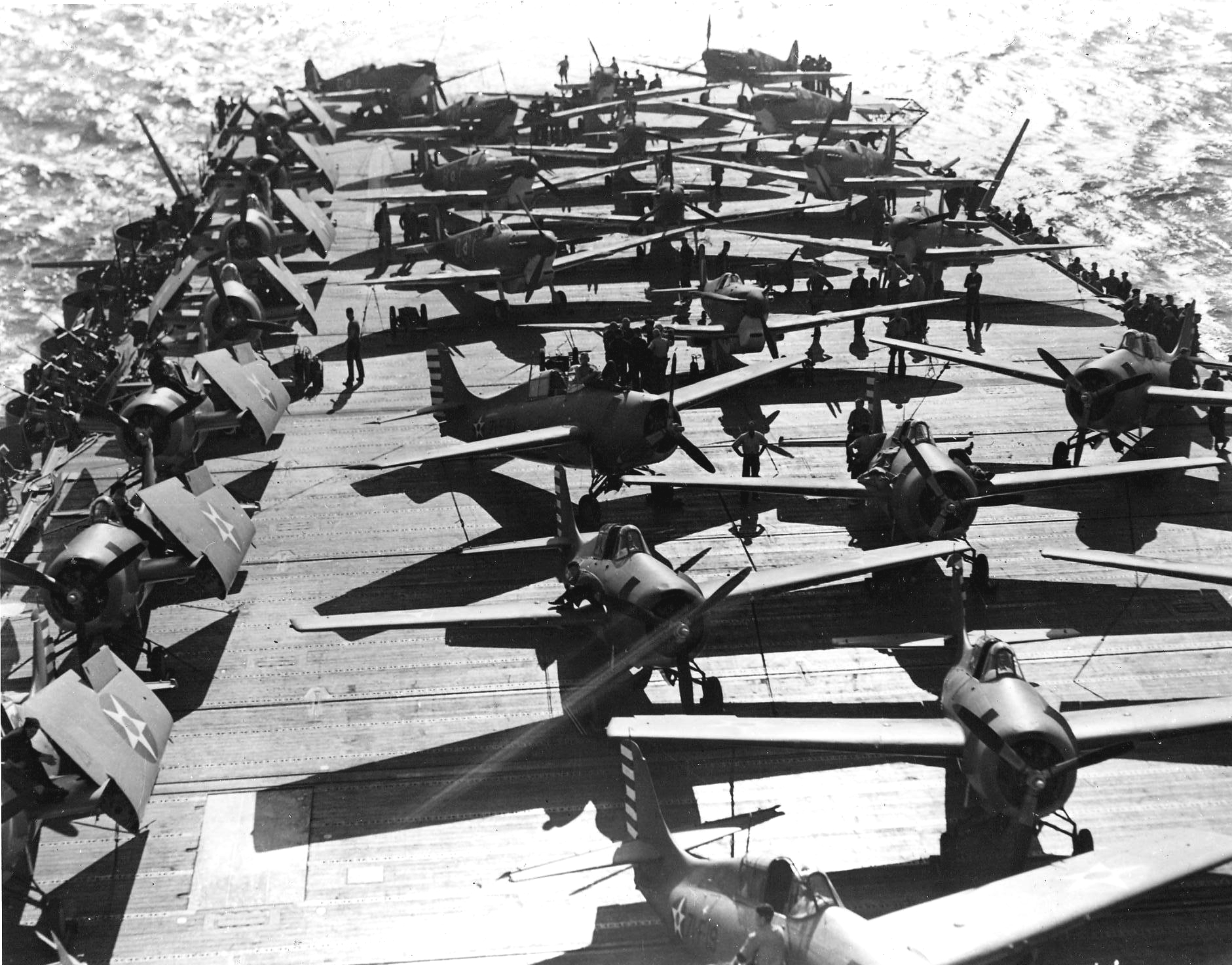
Spitfires och Wildcats ombord Wasp den 19 april 1942

Efter att ha överfört sina torpedflygplan och störtbombplan vid flygbasen Hatston på Orkneyöarna lastades Wasp med 47 stycken Supermarine Spitfire Mk. V jaktplan från 603:e divisionen i Glasgow den 13 april, och lämnade hamnen den 14 april, vilket var början på "Operation Calendar". Hennes eskort bestod av Styrka "W" - som inkluderade slagkryssaren HMS Renown och luftvärnskryssarna HMS Cairo och Charybdis. Jagarna USS Madison och Lang deltog också som eskorter.
Wasp och hennes följeslagare passerade Gibraltar sund i skydd av mörkret före gryningen den 19 april för att undvika att bli upptäckta av spanska eller tyska agenter. Klockan 04.00 den 20 april skickade Wasp iväg sina 11 Grumman F4F Wildcat jaktplan för att bilda en flygpatrull över Styrka "W". Medan Wildcat-flygplanen patrullerade ovanför flögs fartygets Spitfires till Malta.

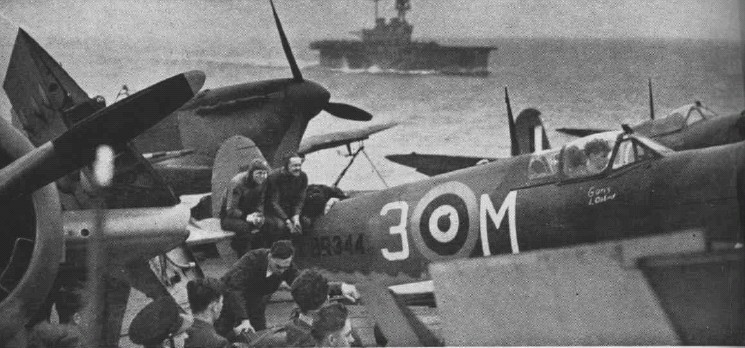
HMS Eagle tillsammans med Wasp på hennes andra uppdrag till Malta

När uppdraget var klart drog sig Wasp tillbaka mot Gibraltar. Spitfire-flygplanen, som flögs in för att förstärka det minskande antalet Gladiator- och Hurricane-jaktplan, observerades dock av axelmakterna. De flesta Spitfires förstördes därför på marken av tyska bombningar.
Förlusterna krävde därför en ytterligare transport av flygplan till Malta. Premiärminister Winston Churchill, som fruktade att Malta skulle "slås i bitar", bad därför president Roosevelt att låta Wasp utföra ytterligare ett uppdrag. Roosevelt svarade jakande. Wasp lastade ytterligare en kontingent Spitfires i King George V Dock i Glasgow och seglade mot Medelhavet den 3 maj. Återigen fortsatte Wasp obehindrat. Den här gången följde det brittiska hangarfartyget HMS Eagle med Wasp, och även hon hade en kontingent Spitfire-flygplan på väg till Malta. Eagles Spitfires hade lastats i Greenock, James Watt Dock. Detta var starten på Operation Bowery.
De två allierade hangarfartygen nådde sina planerade startpunkter tidigt på lördagen den 9 maj, med Wasp i kolonn framför Eagle på ett avstånd av 910 meter. Klockan 06:30 började Wasps flygplan starta - 11 Wildcats som skulle fungera som luftskydd över styrkan. Därefter flög först Eagles 17 Spitfires i två vågor, sedan 47 stycken från Wasp.

#### Stilla havet
I början av maj 1942, nästan samtidigt med Operation Bowery, utkämpades slaget om Korallhavet och en månad senare slaget vid Midway. Dessa slag reducerade USA till tre hangarfartyg i Stilla havet, och det blev absolut nödvändigt att förflytta Wasp.
Wasp skyndades till USA för ombyggnader och reparationer vid Norfolk Navy Yard. Under hangarfartygets vistelse i Tidewater-regionen avlöstes kommendör Reeves - som hade befordrats - av kommendör Forrest P. Sherman den 31 maj. Wasp lämnade Norfolk den 6 juni och seglade med Styrka 37 som var uppbyggd kring hangarfartyget och slagskeppet North Carolina och eskorterades av kryssarna Quincy, San Juan och sex jagare. Gruppen passerade Panamakanalen den 10 juni, då Wasp och hennes följeslagare döptes om till Styrka 18.
Den 4 juli, medan Wasp var på väg till södra Stilla havet, landsteg japanerna på Guadalcanal. De allierade planerarna insåg att om japanerna hade landbaserade flygplan baserade på denna strategiskt viktiga ö skulle det äventyra de allierades kontroll över Nya Hebriderna och Nya Kaledonien. Planer gjordes upp för att fördriva japanerna innan deras flygfält på Guadalcanal kunde tas i tjänst. Viceamiral Robert L. Ghormley - med erfarenhet som särskild marinobservatör i London - fick i uppdrag att ta befälet över operationen, och han upprättade sitt högkvarter i Auckland, Nya Zeeland. Eftersom japanerna hade ett fotfäste på Guadalcanal var tiden av största vikt; förberedelserna för en allierad invasion pågick i hemlighet och i snabbhet.
Den 4 juli, medan Wasp var på väg till södra Stilla havet, landsteg japanerna på Guadalcanal. De allierade planerarna insåg att om japanerna hade landbaserade flygplan baserade på denna nyckelö skulle det äventyra de allierades kontroll över Nya Hebriderna och Nya Kaledonien. Planer gjordes upp för att fördriva japanerna innan deras flygfält på Guadalcanal kunde tas i tjänst. Viceamiral Robert L. Ghormley - med erfarenhet som flottans observatör i London - fick i uppdrag att ta befälet över operationen, och han upprättade sitt högkvarter i Auckland, Nya Zeeland. Eftersom japanerna hade ett fotfäste på Guadalcanal var tiden av största vikt; förberedelserna för en allierad invasion pågick i hemlighet och i snabbhet.
Wasp - tillsammans med hangarfartygen Saratoga och Enterprise - placerades i understödstyrkan under viceamiral Frank Jack Fletcher. Under ledning av konteramiral Noyes, ombord på Wasp, skulle hangarfartygen ge luftunderstöd för invasionen och inledandet av Guadalcanal-kampanjen.

#### Guadalcanal
På vägen drabbades Wasps maskineri av problem, och i ett meddelande den 14 juli rapporterades att hon hade drabbats av en skada på styrbords högtrycksturbin som även vid lägsta hastighet gav ifrån sig ett högt skrapande ljud, vilket begränsade hastigheten till endast 15 knop (28 km/h) med babords motor och därmed gjorde flygoperationer helt beroende av gynnsamma vindar. Fartygets besättning påbörjade reparationer, bland annat genom att lyfta turbinhöljet. Reparationer av vissa komponenter föreslogs utföra vid Tongatapu, Tongaöarna, där stödfartyget Whitney var stationerad, och arbetet där beräknades ta fyra dagar. Wasp anlände den 18 juli och den 21 juli meddelades att fartyget framgångsrikt hade lagats.
Wasp, skyddad av de tunga kryssarna San Francisco och Salt Lake City samt fyra jagare, seglade västerut mot Guadalcanal på kvällen den 6 augusti fram till midnatt. Därefter ändrade hon kurs österut för att nå sin startposition 84 nautiska mil (156 km) från Tulagi en timme före gryningen. Det första flygplanet lyfte kl. 05:57.
Fartygets Wildcat-jaktplan och Dauntless-störtbombplan tilldelades specifika mål: Tulagi, Gavutu, Tanambogo, Halavo, Port Purvis på Floridaöarna, Haleta, Bungana och radiostationen "Asses' Ears".
Wildcat-flygplanen, som leddes av löjtnant Shands och fänrik S. W. Forrer, patrullerade den norra kusten mot Gavatu. De andra två grupperna styrde mot anläggningarna för sjöflygplan i Tanambogo. Grumman-flygplanen, som anlände tidigt i gryningen, överraskade japanerna och besköt patrull- och jaktflygplanen i området. Femton Kawanishi H8K "Emily"-flygbåtar och sju Nakajima A6M2-N "Rufe"-jaktplan förstördes av Shands Wildcats.
Efter attacken uppskattade man att de luftvärns- och kustbatterier som underrättelsetjänsten pekat ut hade förstörts av Dauntless-störtbombplanen i deras första attack. Inget av Wasps plan sköts ner, men fänrik Reeves landade sin Wildcat på Enterprise efter att ha nästan fått slut på bränsle.
Klockan 07:04 startade 12 stycken Avengers lastade med bomber ombord på Wasp som skulle användas mot landmål och leddes av löjtnant H. A. Romberg. Avengers-flygplanen bombade japanska truppkoncentrationer öster om det som kallades Hill 281, i Makambo-Sasapi-sektorn, och fängelset på Tulagi Island.
Omkring 10 000 män hade satts i land under den första dagen av operationerna mot Guadalcanal och mötte endast svagt motstånd. På Tulagi gjorde japanerna dock starkt motstånd och behöll ungefär 1⁄5 av ön vid mörkrets inbrott. Wasp, Saratoga och Enterprise - med sina eskorter - drog sig tillbaka söderut vid mörkrets inbrott.

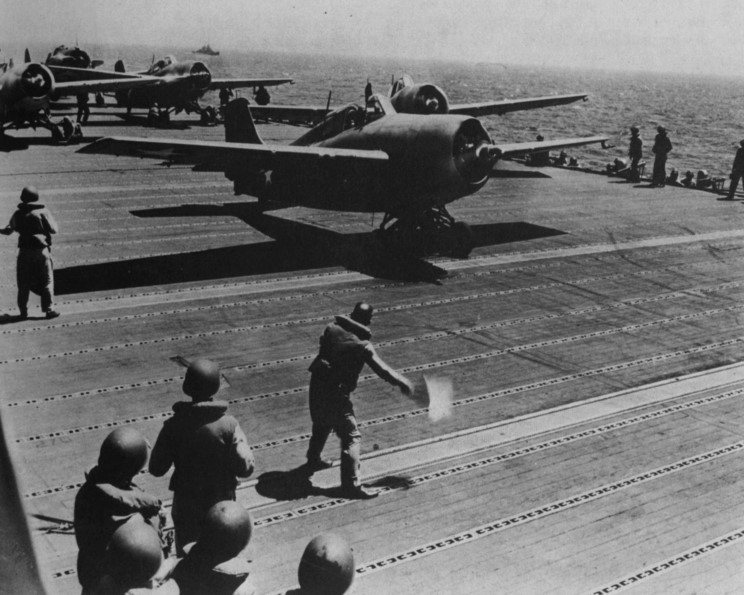
F4F-flygplan startar på Wasp den 7 augusti 1942

Wasps jaktplan ledda av löjtnant C.S. Moffett patrullerade kontinuerligt över transportområdet fram till lunchtid den 8 augusti. Under tiden sökte en spaningsflygning med 12 Dauntlesses under ledning av kommendörkapten E. M. Snowden i en sektor med en radie på 220 nautiska mil (410 km) från sitt hangarfartyg, och utvidgade den till att omfatta Santa Isabel och New Georgia.
Dauntless-piloterna fick ingen kontakt med japanerna under de två timmarna i luften, men kl. 08.15 siktade Snowden en Nakajima A6M2-N "Rufe" cirka 40 nautiska mil (74 km) från Rekata Bay och sköt ner planet.
Under tiden närmade sig en stor grupp japanska plan från Bougainville för att attackera transportfartygen vid Lunga Point. Eldridge ledde en formation Dauntlesses mot Mbangi Island utanför Tulagi. Hans skytt i baksätet, Aviation Chief Radioman L. A. Powers, antog att formationen av japanska plan var allierade tills sex Zeros anföll.
Under tiden attackerade ledaren för den sista sektionen - löjtnant Robert L. Howard - utan framgång tvåmotoriga Mitsubishi G4M "Betty" bombflygplan på väg mot de amerikanska transporterna, och blev attackerad av fyra Zeros som eskorterade bombplanen. Howard sköt ner en Zero med sina fasta 13 mm-kanoner medan hans bakre skytt, sjöman 2:a klass Lawrence P. Lupo, avskräckte japanska jaktplan som anföll bakifrån.
Wasp förlorade totalt 3 Wildcat jaktplan och 1 Dauntless spaningsbombplan. Mot dessa förstörde hennes plan 15 fientliga flygbåtar, 8 jaktflygplan och 1 Zero.
Klockan 18.07 den 8 augusti rekommenderade viceamiral Frank Jack Fletcher Ghormley i Nouméa att flygunderstödsstyrkan skulle dras tillbaka. Fletcher, som var bekymrad över det stora antalet japanska plan som hade attackerat den 8 augusti, rapporterade att han bara hade 78 jaktplan kvar (han hade startat med 99) och att bränslet för hangarfartygen började ta slut. Ghormley godkände rekommendationen och Wasp anslöt sig till Enterprise och Saratoga och drog sig tillbaka från Guadalcanal. Vid midnatt hade landstigningen uppnått dess mål. Det japanska motståndet - med undantag för några få krypskyttar - på Gavutu och Tanombogo hade övervunnits. Tidigt den 9 augusti möttes japanska och amerikanska ytfartyg i slaget vid Savo Island och drog sig tillbaka med minimala skador efter att ha sänkt fyra allierade tunga kryssare utanför Savo Island, inklusive två som hade tjänstgjort med Wasp i Atlanten: Vincennes och Quincy.
Wasp beordrades efter det att bege sig söderut av viceamiral Fletcher för att bunkra och deltog inte i slaget vid östra Salomonöarna den 24 augusti. Efter att ha bunkrat den 24 augusti skyndade Wasp sig till stridszonen. Hennes totala flygplansgrupp bestod av 26 Grumman F4F Wildcats, 25 Douglas SBD Dauntlesses och 11 Grumman TBF Avengers. (En SBD Dauntless hade tidigare gått förlorad den 24 augusti genom att krascha i havet på grund av motorproblem.) På morgonen den 25 augusti inledde Wasp ett sökuppdrag. Piloten löjtnant Chester V. Zalewski i sin Douglas SBD Dauntless sköt ner två Aichi E13A1 "Jake"-flygplan från den japanska kryssaren Atago (viceamiral Nobutake Kondōs flaggskepp). Men flygplanen siktade inga fartyg. Den japanska flottan hade dragit sig tillbaka utom räckhåll. Klockan 13:26 den 25 augusti inledde Wasp ett kombinerat sök- och anfallsuppdrag med 24 SBD Dauntlesses och 10 TBF Avengers mot konteramiral Raizo Tanakas konvoj som verkade vara kvar inom räckhåll. Även om flygplanen sköt ner en flygbåt kunde de inte hitta fiendens fartyg längre.
Under slaget den 24 augusti skadades Enterprise och var tvungen att återvända till hamnen för att repareras. Saratoga torpederades en vecka senare och lämnade också krigszonen i södra Stilla havet för reparationer. Detta lämnade endast två hangarfartyg i sydvästra Stilla havet, Wasp och Hornet, som hade varit i drift i endast ett år.

## Sänkning
Tisdagen den 15 september 1942 eskorterade Wasp och Hornet, tillsammans med slagskeppet North Carolina och 10 andra krigsfartyg, de transportfartyg som förde det 7:e marinregementet till Guadalcanal som förstärkning. Wasp befann sig cirka 150 nautiska mil (280 km) sydost om San Cristobal Island. Hennes flygplan tankades och bestyckades för ubåtsjakt och Wasp hade befunnit sig i hög stridsberedskap från en timme före soluppgången till den tidpunkt då morgonens flygplan återvände till fartyget klockan 10.00. Den enda kontakten med japanerna den dagen hade varit en japansk fyrmotorig flygbåt som sköts ned av en av Wasps F4F Wildcats kl. 12.15.
Omkring kl. 14.20 vände hangarfartyget mot vinden för att skicka iväg åtta F4F Wildcats och arton SBD Dauntlesses och för att låta åtta F4F Wildcats och tre SBD Dauntlesses som befann sig i luften landa. Löjtnant Roland H. Kenton, som flög en F4F-3 Wildcat var det sista flygplanet som lämnade Wasps däck. Klockan 14:44 rapporterade en utkik "tre torpeder ... tre punkter framför styrbords balk".
Sex torpeder avfyrades mot Wasp omkring kl. 14.44 från ubåten I-19. Wasp vände sitt roder hårt åt styrbord för att undvika salvan, men det var för sent. Tre torpeder slog till i snabb följd omkring 14:45. Alla träffade i närheten av fartygets flygbränsletankar och magasin. Två av torpederna passerade framför Wasp och observerades passera akter om den lätta kryssaren Helena innan jagaren O'Brien träffades kl. 14.51 (strukturella skador från denna torpedträff skulle så småningom leda till att O'Brien sjönk en månad senare). Den sjätte torpeden passerade antingen akter om eller under Wasp, missade med nöd och näppe jagaren Lansdowne omkring 14:48, sågs av jagaren Mustin i North Carolinas skärm omkring 14:50 och träffade North Carolina omkring 14:52.

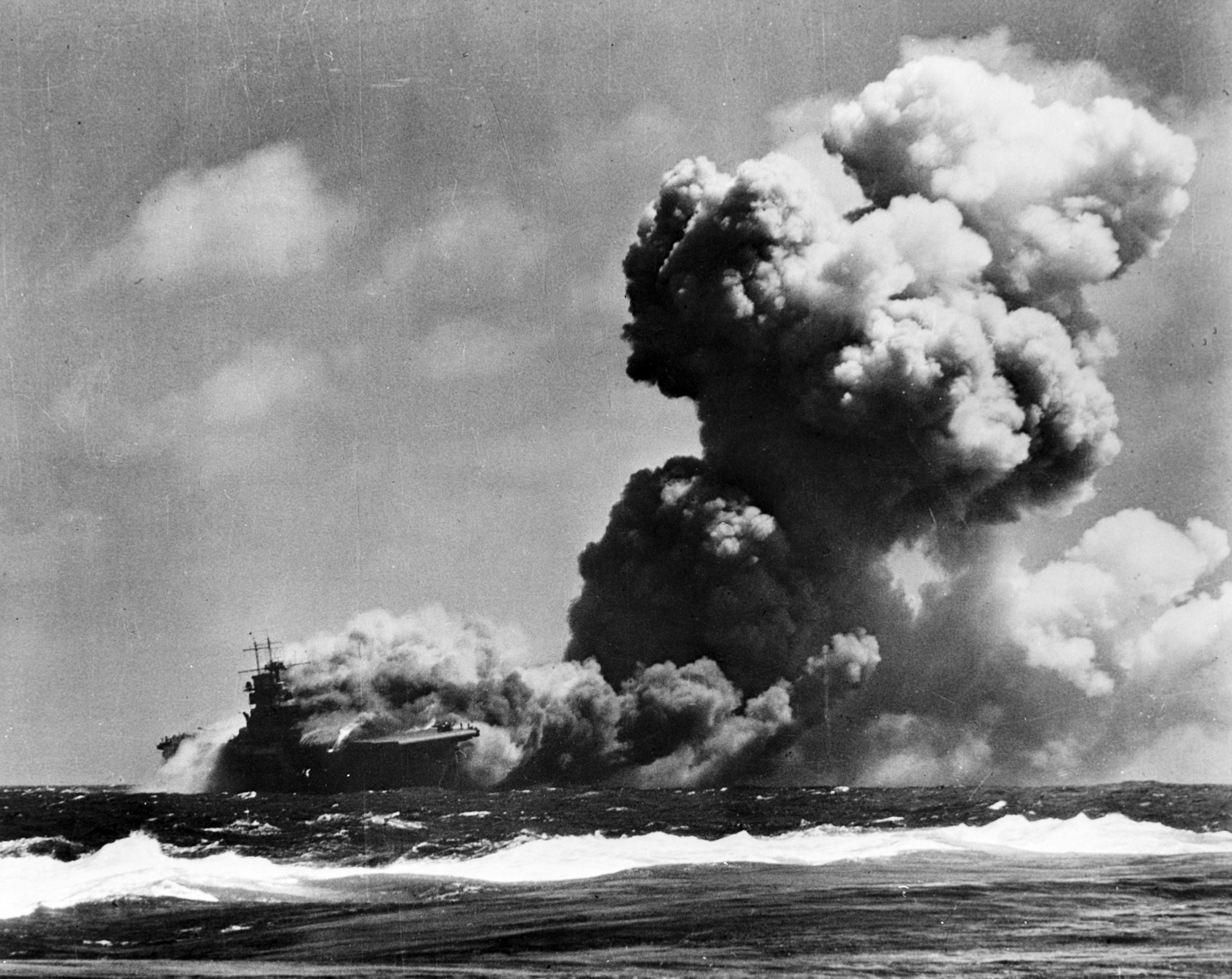
Wasp efter att bränsletankarna fattat eld

Det skedde en snabb följd av explosioner i den främre delen av fartyget. Flygplan på flyg- och hangardäck kastades runt och föll ner på däcket med sådan kraft att landningsställen knäcktes. Flygplan som hängde i hangaren ovanför föll ner och landade på dem som befann sig på hangardäcket; bränder bröt ut i hangaren och under däck. Snart detonerade värmen från de intensiva bensinbränderna ammunitionen i de främre luftvärnskanonerna på styrbordssidan.
Vattenledningarna i den främre delen av fartyget hade blivit obrukbara, vilket innebar att det inte fanns något vatten att tillgå för att bekämpa branden framåt, och bränderna fortsatte att utlösa ammunition, bomber och bensin. När fartyget krängde 10-15° åt styrbord tog olja och bensin, som släppts ut ur tankarna efter torpedträffen, eld på vattnet.
Sherman saktade ner till 10 knop (19 km/h) och beordrade att rodret skulle läggas åt babord för att försöka få vinden på styrbords bog; han svängde sedan akterut med höger roder tills vinden var på styrbords sida, i ett försök att hålla elden i den främre delen av fartyget. Snart bröt en allvarlig bensinbrand ut i den främre delen av hangaren. Inom 24 minuter inträffade ytterligare tre stora explosioner. Tio minuter senare beslutade Sherman att överge fartyget eftersom brandbekämpningen var ineffektiv. De överlevande skulle vara tvungna att skeppet snabbt för att minimera förlusterna av människoliv.
Efter samråd med konteramiral Leigh Noyes gav kommendör Sherman order om att överge fartyget klockan 15.20. Alla svårt skadade män sänktes ner i flottar eller gummibåtar. Många oskadade män var tvungna att lämna fartyget från aktern eftersom de främre bränderna brann med sådan intensitet. Evakueringen var enligt Shermans "ordnad" och det rådde ingen panik. De enda förseningarna inträffade när många män visade ovilja att ge sig av förrän alla sårade hade tagits av. Totalt tog evakueringen nästan 40 minuter, och klockan 16.00 övergav Sherman fartyget när han hade förvissat sig om att inga överlevande fanns kvar ombord.
Även om ubåtsfaran gjorde att de medföljande jagarna låg långt borta eller bytte position, genomförde de räddningsinsatser tills USS Laffey, Lansdowne, Helena och Salt Lake City hade 1 946 man ombord. Bränderna på Wasp, som vid det här laget drev okontrollerat, spred sig akterut och det skedde fyra våldsamma explosioner vid mörkrets inbrott. Lansdowne beordrades att torpedera hangarfartyget och stå beredd tills det sjunkit. De två första torpederna avfyrades, men exploderade inte, vilket gjorde att Lansdowne bara hade tre till. De magnetiska styrenheterna på dessa var inaktiverade och djupet sattes till 3 meter. Alla tre detonerade, men Wasp höll sig flytande en tid och sjönk med fören först klockan 21.00. 193 män hade dött och 366 hade skadats under attacken. Alla utom ett av hennes 26 luftburna flygplan tog sig till hangarfartyget Hornet i närheten innan Wasp sjönk, men 45 flygplan sjönk med fartyget. En annan japansk ubåt, I-15, observerade och rapporterade vederbörligen Wasps sänkning.